# Čchang-ša
Čchang-ša (čínsky pchin-jinem Chángshā, znaky 长沙市) je městská prefektura a hlavní město provincie Chu-nan v Čínské lidové republice. Leží na řece Siang-ťiang, přítoku Jang-c’-ťiang. Roku 2020 v prefektuře žilo deset milionů obyvatel na necelých 12 tisících kilometrech čtverečných.

## Dějiny
Významným městem je Čchang-ša už od časů dynastie Čchin (221–207 př. n. l.), v průběhu času se pak jeho význam dále zvyšoval. Za časů dynastie Čching bylo od roku 1664 hlavním městem provincie Chu-nan a centrem obchodu s rýží.
Za Druhé čínsko-japonské války se zde odehrálo několik důležitých bitev, kdy se Japonci snažili město dobýt. V první (1939), druhé (1941) i třetí (1942) bitvě Číňané město ubránili, ale ve čtvrté (1944) Japonci město dobyli a pak bylo krátce Japonskem okupováno.

## Hospodářství
V současnosti se jedná o významný přístav i obchodní a průmyslové centrum. Jedná se o železniční uzel: kříží se tu vysokorychlostní tratě Wu-chan – Kanton a Šanghaj – Kchun-ming. Mezinárodní letiště Čchang-ša Chuang-chua leží přibližně dvacet kilometrů východně od centra. Přes město vede i klasická železniční trať Peking – Kanton.
Ve městě Čchang-ša se na rok 2013 plánuje výstavba obytné věže Sky City, která by se s výškou 838 metrů stala nejvyšší budovou na světě.

## Správní členění
Městská prefektura Čchang-ša se člení na devět celků okresní úrovně, a sice šest městských obvodů, dva městské okresy a jeden okres.
| Fu-žung Tchien-sin Jüe-lu Kchaj-fu Jü-chua Wang-čcheng okres · Čchang-ša městský okres · Ning-siang městský okres · Liou-jang |        |                       |             |                                         |
| Název | Název  | Počet obyvatel (2020) | Rozloha km² | Hustota zalidnění (obyv. na km²) (2020) |
| český přepis | znaky  | Počet obyvatel (2020) | Rozloha km² | Hustota zalidnění (obyv. na km²) (2020) |
| Městské obvody |        |                       |             |                                         |
| Fu-žung | 芙蓉区 | 642 010               | 44          | 14 528                                  |
| Tchien-sin | 天心区 | 836 157               | 138         | 6 077                                   |
| Jüe-lu | 岳麓区 | 1 526 641             | 545         | 2 800                                   |
| Kchaj-fu | 开福区 | 820 790               | 189         | 4 341                                   |
| Jü-chua | 雨花区 | 1 264 895             | 290         | 4 360                                   |
| Wang-čcheng | 望城区 | 890 214               | 948         | 939                                     |
| Městské okresy |        |                       |             |                                         |
| Ning-siang | 宁乡市 | 1 263 332             | 2 910       | 434                                     |
| Liou-jang | 浏阳市 | 1 429 384             | 4 997       | 286                                     |
| Okres |        |                       |             |                                         |
| Čchang-ša | 长沙县 | 1 374 491             | 1 757       | 782                                     |
| |        |                       |             |                                         |
| Celkem | Celkem | 10 047 914            | 11 819      | 850                                     |

## Partnerská města
- Annapolis, USA (200)
- Auburn City, Austrálie (2006)
- Brazzaville, Republika Kongo (1982)
- Bukit Tiham, Singapur (1994)
- Entebbe, Uganda (2003)
- Francisco Beltrão, Brazílie (2000)
- Fribourg, Švýcarsko (1994)
- Jersey City, USA (1995)
- Kagošima, Japonsko (1982)
- Kumi, Jižní Korea (1998)
- Mons, Belgie (1998)
- Saint Paul, USA (1988)

## Slavní rodáci
- Chuang Sing (1847–1916) – čínský politik, voják a revolucionář
- Chu Jao-pang (1915–1989) – čínský komunistický politik, předseda (1981–1982) a generální tajemník (1982–1987) KS Číny
- Liou Šao-čchi (1898–1969) – čínský komunistický politik, předseda Čínské lidové republiky (1959–1968)
- Ču Žung-ťi (* 1928) – čínský komunistický politik, předseda vlády Čínské lidové republiky (1998–2003)
- Tchan Tun (* 1957) – čínský hudební skladatel vážné hudby
- Li Siao-pcheng (* 1981) – čínský olympijský gymnasta